# 古代魚

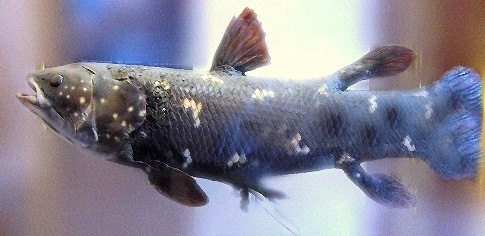
腔棘魚是代表的古代魚之一

古代魚是指發現古生代或中生代的化石，現在又未滅絕的魚類之總稱。「活化石」的一種。

## 一覽
以下是主要的分類群。
- 肉鰭魚綱 w:Sarcopterygii
  - 腔棘魚目 w:Coelacanthiformes - 腔棘魚
  - 肺魚亞綱 w:Dipnotetrapodomorpha
    - 角齒魚目 w:Ceratodontiformes -  澳洲肺魚
    - 美洲肺魚目 w:Lepidosireniformes - 美洲肺魚、非洲肺魚
- 條鰭魚綱 w:Actinopterygii
  - 枝鰭亞綱 w:Cladistia
    - 多鰭魚目 w:Polypteriformes - 多鰭魚、蘆鰻

  - 軟骨硬鱗亞綱 Chondrostei
    - 鱘目 w:Acipenseriformes - 鱘

  - 新鰭亞綱 Neopterygii
    - 鱗骨目[1] w:Lepisosteiformes - 雀鱔
    - 弓鰭魚目 w:Amiiformes - 弓鰭魚
    - 月眼魚目 w:Hiodontiformes - 似鯡月眼魚、背甲月眼魚
    - 骨舌魚目 w:Osteoglossiformes - 龍魚、象魚、裸臀魚、齒蝶魚、象鼻魚、弓背魚

以上列出的都屬於硬骨魚，軟骨魚(鯊魚、魟魚、銀鮫)跟盲鰻、七鰓鰻也都是古代魚的一員。

## 脚注
1. ↑  也稱作雀鱔目